# 1re Armée
1re Armée, Première armée, var en fransk armé under första och andra världskriget.

## Fall Gelb
Armén var en del av 1er Groupe d'Armées som var grupperad längs gränsen mellan Frankrike och Belgien. Enligt plan D skulle hela armégruppen marschera upp och inta defensiva ställningar bakom floderna Dyle och Meuse. 1re Armée skulle täcka det så kallade Gemblouxgapet som de allierade såg som den troligaste tyska framryckningsvägen, detta slättland beläget mellan de två floderna som den allierade försvarslinjen utgick ifrån sågs som den bästa terrängen för pansaranfall. För att ge armén tid att besätta den tänkta försvarslinjen förfogade man över Corps de Cavalerie som var helt mekaniserad och skulle kunna framrycka snabbt för att fördröja de avancerande tyska förbanden.

### Organisation
Arméns organisation den 10 maj 1940:
- 1re Division Cuirassée de Réserve
- 32e Division d'Infanterie
- Corps de Cavalerie
  - 2e Division Légère Mécanique
  - 3e Division Légère Mécanique
- IIIe Corps d'Armée
  - 1re Division d'Infanterie Motorisée
  - 2e Division d'Infanterie Nord-Africaine
- IVe Corps d'Armée
  - 15e Division d'Infanterie Motorisée
  - 1re Division Marocaine
- Ve Corps d'Armée motorisé
  - 12e Division d'Infanterie Motorisée
  - 5e Division d'Infanterie Nord-Africaine
  - 101e Division d'Infanterie de Forteresse

## Tyskland
Armén utsattes för mindre anfall i området söder om Strasbourg som en del av Operation Nordwind.

### Organisation
Arméns organisation den 31 december 1944:
- 1er Corps d'Armée
- 2e Corps d'Armée
- XXI Corps

## Befälhavare
Första världskriget:
- General Auguste Dubail (mobilisering – 5 januari 1915)
- General Pierre Roques (5 januari 1915 – 25 mars 1916)
- General Olivier Mazel (25 mars 1916 – 31 mars 1916)
- General Augustin Gérard (31 mars 1916 – 31 december 1916)
- General Emile Fayolle (31 december 1916 – 6 maj 1917)
- General Joseph Alfred Micheler (6 maj 1917 – 1 juni 1917)
- General Henri Gouraud (1 juni 1917 – 15 juni 1917)
- General François Anthoine (15 juni 1917 – 21 december 1917)
- General Marie-Eugène Debeney (21 december 1917 – vapenstilleståndet)

Andra världskriget:
- General Georges Blanchard (2 september 1939 – 26 maj 1940)
- General René Prioux (26 maj – 29 maj 1940)
- General Jean de Lattre de Tassigny (september 1944 – 1 augusti 1945)